# ANV Debutantenprijs
De ANV Debutantenprijs, voorheen De (Dordtse) Debutantenprijs (1995-2006), Academica Debutantenprijs (2007-2010), Academica Literatuurprijs (2011-2015), was een Nederlandse literatuurprijs die sinds 1995 jaarlijks wordt uitgereikt aan een debuterende prozaschrijver. Door een nominatiejury wordt een aantal titels genomineerd die vervolgens door lezerspanels, groepen en individuele lezers bij de openbare bibliotheek gelezen en beoordeeld worden. Het hieruit voortkomende beste debuut wordt de winnaar. De prijs is een initiatief van Stichting DordtLiterair (tot 2012 Stichting Perspectief Dordrecht) en wordt georganiseerd in samenwerking met Algemeen-Nederlands Verbond (ANV) en de gemeente Dordrecht. Aan de prijs zijn de volgende bedragen verbonden: 7500 euro voor de winnaar en 750 euro voor ieder van de andere twee genomineerden. In 2019 kregen beide winnaars 3000 euro en de genomineerde 1000 euro. Na 2019 is  het ANV gestopt met de sponsoring van de prijs. en daarna is de prijs zelf ook gestopt.

## Genomineerden en winnaars
| Jaar      | Auteur                                     | Boek                                                                         | Genomineerden |
| --------- | ------------------------------------------ | ---------------------------------------------------------------------------- | --- |
|           | De Debutantenprijs                         |                                                                              | |
| 1995      | Anna Enquist                               | Het meesterstuk                                                              | |
| 1996      | Russell Artus                              | Zonder Wijzers                                                               | |
| 1997      | Marco Kamphuis                             | De medische encyclopedie                                                     | |
| 1998      | Jessica Durlacher                          | Het geweten                                                                  | |
| 1999      | Mirjam Boelsums                            | Slangen aaien                                                                | |
| 2000      | Erwin Mortier                              | Marcel                                                                       | |
| 2001      | Bas van Putten                             | Doorn                                                                        | |
| 2002      | Joyce Roodnat                              | 't Is zo weer nacht                                                          | |
| 2003      | Harmen Wind                                | Het Verzet                                                                   | Al Galidi - Dagboek van een ezel Hans den Hartog Jager - Zelf god worden Ilja Leonard Pfeijffer - Rupert, Een bekentenis René Snoek - Zo vergaat een meisje Arjan Visser - De laatste dagen                  |
| 2004      | Esther J. Ending                           | Na Valentijn                                                                 | Ingmar Heytze - Ik ben er voor niemand Niels 't Hooft - Toiletten Stijn van der Loo - De Galvano Eelco Runia - Inkomend vuur                                                                                 |
| 2005      | Lucette ter Borg                           | Het cadeau uit Berlijn                                                       | Walter van den Berg - De hondenkoning Marijke Spies - Een onschuldige familie Anton Valens - Meester in de hygiëne Jan Wijnen - Het kwade amen                                                               |
| 2006      | Gerbrand Bakker                            | Boven is het stil                                                            | Hans Hogenkamp - Excuses voor het ongemak Tessa Leuwsha - de Parbo-blues Anneloes Timmerije - Zwartzuur Vrouwkje Tuinman - Grote acht                                                                        |
|           | Academica Debutantenprijs                  |                                                                              | |
| 2007/2008 | Marieke van der Pol                        | Bruidsvlucht                                                                 | Frénk van der Linden - De steniging Wiegertje Postma - Vijf strippen Philip Snijder - Zondagsgeld Christiaan Weijts - Art. 285b                                                                              |
| 2009      | Ricus van de Coevering                     | Sneeuweieren                                                                 | Tania Heimans - Hemelsleutels Janneke van der Horst - Ik weet hoe jongens huilen Willem Jardin - Monografie van de mond Simone Lenaerts - Zeewater is zout, zeggen ze                                        |
| 2010      | Ellen Heijmerikx                           | Blinde wereld                                                                | Paul Baeten Gronda - Nemen wij dan samen afscheid van de liefde Stine Jensen - Dokter Jazz Michiel Klein Nulent - De tram van half zeven Joost Vandecasteele - Hoe de wereld perfect functioneert zonder mij |
|           | Academica Literatuurprijs                  |                                                                              | |
| 2011      | Peter Buwalda                              | Bonita Avenue                                                                | Gerrie Hondius - Ik ontmoette een man Menno Lievers - De val van Hippocrates David Pefko - Levi Andreas Bart Vercauteren - Het graf van de voddenraper                                                       |
| 2012      | Erik Menkveld                              | Het Grote Zwijgen                                                            | Daphne Huisdens - Alles is Altijd Fictie Erik Nieuwenhuis - Een Gat in de Lucht |
| 2013      | Shira Keller                               | M.                                                                           | Hanneke Hendrix - De verjaardagen Christophe Van Gerrewey - Op de hoogte |
| 2014      | Hannah van Wieringen                       | De Kermis van Gravezuid                                                      | Ineke Riem - Zeven pogingen om een geliefde te wekken Naomi Rebekka Boekwijt - Pels |
|           | ANV-Debutantenprijs                        |                                                                              | |
| 2015      | Jaap Robben                                | Birk                                                                         | Nina Polak - We zullen niet te pletter slaan Niña Weijers - De consequenties |
| 2016      | Mohammed Benzakour                         | De koning komt                                                               | Hugo Blom - Een kleine moeite Inge Schilperoord - Muidhond |
| 2017      | Lieke Kézér                                | De afwezigen                                                                 | Judith Eykelenboom - Biefstuk Lize Spit - Het smelt |
| 2018      | Rinske Hillen                              | Houtrot                                                                      | Patricia Jozef - Glorie Arjen van Veelen – Aantekeningen over het verplaatsen van obelisken |
| 2019      | Marieke Lucas Rijneveld Mirthe van Doornik | De avond is ongemak (Prijs van de Vakjury) Moeders van anderen (Lezersprijs) | Persis Bekkering- Een heldenleven |